# وزارة المالية (ترينيداد وتوباغو)
وزارة المالية هي وزارة تابعة ضمن حكومة ترينيداد وتوباغو. يتم تعيين وزير المالية من قبل رئيس ترينيداد وتوباغو بناء على نصيحة رئيس الوزراء.
الوزير الحالي هو كولم إمبرت، منصبه في 11 سبتمبر 2015 في أعقاب الانتخابات العامة في ترينيداد وتوباغو عام 2015.

## الوزراء
المصدر:
- إريك ويليامز، 1957-1961
- أنر روبنسون, 1961-1966
- إريك ويليامز, 1966-1971
- جورج تشامبرز, 1971-1974
- إريك ويليامز, 1977-1981
- جورج تشامبرز, 1981-1986
- أنر روبنسون, 1986-1988
- سيلبي ويلسون, 1989-1991
- ويندل موتلي, 1991-1995
- بريان كوي تونغ, 1995-2000
- جيرالد يتمينج, 2000-2001
- باتريك مانينغ, 2001-2007
- كارين نونيز تيشيرا, 2007-2010
- وينستون دوكيران, 2010-2012
- لاري هواي, 2012-2015[2]
- كولم إمبرت, 2015-

## الأقسام

### أقسام وزارة المالية
المصدر:
- ميزانية
- مجلس المناقصات المركزية
- وحدة الاتصالات
- شعبة الجمارك والضرائب
- قسم الإدارة الاقتصادية
- وحدة الاستخبارات المالية
- شعبة الإدارة العامة
- قسم الإيرادات الداخلية
- قسم الاستثمارات
- محكمة استئناف التأمين الوطني
- مكتب المشرف على الإعسار
- وحدة الشراكة بين القطاعين العام والخاص
- مكتب الإدارة والتنفيذ الاستراتيجي (SMO)
- قسم الخزينة
- شعبة محامي الخزانة
- قسم التقييم

## روابط خارجية
- وزارة المالية - الموقع الرسمي باللغة الإنجليزية